# AM Возничего
AM Возничего (лат. AM Aurigae), HD 282585 — двойная затменная переменная звезда типа Алголя (EA) в созвездии Возничего на расстоянии приблизительно 4615 световых лет (около 1415 парсеков) от Солнца. Видимая звёздная величина звезды — от +11,22m до +10,08m. Орбитальный период — около 13,619 суток.

## Характеристики
Первый компонент — белая звезда спектрального класса A8 или F0. Масса — около 4,5 солнечных, радиус — около 14,5 солнечных, светимость — около 195,069 солнечных. Эффективная температура — около 4948 К.
Второй компонент — жёлтая звезда спектрального класса G7. Масса — около 2,7 солнечных, радиус — около 11 солнечных.